# Setebos (satélite)
Setebos és uno de los satélites retrógrados irregulares de Urano. Fue descubierto el 18 de julio de 1999 por John J. Kavelaars con su equipo, y su designación provisional fue S/1999 U 1. Debe su nombre al dios venerado por Sicorax y Caliban en la obra La tempestad de William Shakespeare. También es llamado Uranus XIX.
Los parámetros orbitales sugieren que este pueda pertenecer, junto a Sicorax y Próspero al mismo cúmulo dinámico, lo que sugiere un origen común.
Sin embargo, esta sugerencia no parece ser apoyada por los colores observados. El satélite aparece de color gris en el espectro visible (índice de color B-V=0.77, R-V=0.35), similar a Próspero, pero distinto de Sicorax (cuya luz es roja).